# Clube Desportivo de Cerveira
El CD Cerveira es un equipo de fútbol de Portugal que juega en la Liga Regional de Viana do Castelo, la quinta liga de fútbol más importante del país.

## Historia
Fue fundado en el año 1972 en la ciudad de Vila Nova de Cerveira del distrito de Viana do Castelo y el club está afiliado a la Asociación de Fútbol de Viana do Castelo, por lo que puede jugar los torneos regionales de la Asociación. Han participado en la Copa de Portugal en pocas ocasiones.

## Palmarés
- Liga Regional de Viana do Castelo: 2013/14
- AF Viana do Castelo Divisão de Honra: 2001/02, 2010/11
- AF Viana do Castelo 1.ª Divisão: 1982/83
- AF Viana do Castelo Taça: 2009/10

## Jugadores

### Jugadores destacados
- Adriano Moreira
- Pedro Miguel Fonte Boa Santos